# Včelka Mája: Královský klenot
Včelka Mája: Královský klenot je animovaný komediální dobrodružný film z roku 2021 režírovaný Noelem Clearym, volně navazujícím na filmy o včelce Máje z let 2014 a 2018.
Film měl premiéru 7. ledna 2021 a jeho celosvětové tržby činily $ 3,7 milionu.

## Příběh filmu
Mája (Terezie Taberyová) je natěšená na oslavu u příležitosti prvního jarního dne a snaží se probudit Vilíka (Oldřich Hajlich), aby mu nadšeně oznámila, že konečně přichází jaro. Když se konečně probudí, vydávají se spolu podívat na zářící červy, jenže potom, co je probudí, se červy vydají do úlu, který poničí. Při té příležitosti zničí i vzácný slunečný kámen.
Královna (Petra Jindrová) je nešťastná ze zlobení Máji a Vilíka, protože jak říká královský rádce Kroula (Tomáš Juřička): „vždy, když jsou oba spolu, něco se stane“. Královna oba pošle za trest ven pro nektar, přičemž v korunním sále zůstávají královna, učitelka – teta Kasandra (Simona Vrbická) a Kroula. Mája zůstává schovaná za koutem a poslouchá, co si spolu povídají. Vyslechne tak, že královna se chystá Máju a Vilíka od sebe oddělit a že jediné, co toto rozhodnutí může zvrátit je, pokud se stane něco vážně mimořádného.
Mája letí tuto zprávu říct Vilíkovi, se kterým však vzápětí zaslechnou volání o pomoc. Jak brzy zjistí, o pomoc volá neznámý bílý mravenec, za kterým běží rozzlobená trojice roháčů. Obě včely mravence zachrání, jenže ten si záhy omylem zlomí nohu. Mravenec předá obě zlaté vejce a dá jim přísně tajný a velmi důležitý úkol, dopravit vejce s mravenčí princeznou do nového mraveniště. Oba se tedy s vejcem vydávají na cestu.
Zatímco cestují, pronásledují je roháči, kteří se snaží vejce za jakoukoliv cestu zmocnit. A nešťastná včelí královna vysílá za Májou a Vilíkem včelí průzkumníky, protože se oba nevrátili v čas do úlu a královny se tak zmocnil strach o ně. Cesta zavede oba včelí přátele, právě vyklubanou princezničku (Pavlína Kostková Dytrtová) a dva mravenčí přátele do jeskyně, kde jsou uvězněni. Šťastnou náhodou je však vysvobodí Kasandra a Hop (Libor Terš).
Příběh končí úspěšným doručením vejce do mraveniště a tím, že královna oběma odpouští a nechává je stále pospolu.

## Obsazení
| Terezie Taberyová         | Včelka Mája                         |
| Oldřich Hajlich           | trubec Vilík                        |
| Simona Vrbická            | učitelka, teta Kasandra             |
| Bohdan Tůma               | král roháčů, Bumbulus               |
| Petra Jindrová            | včelí královna                      |
| Libor Terš                | luční koník Hop                     |
| Martin Sobotka            | mravenčí vojín Arnie                |
| Jakub Saic                | mravenčí vojín Barney               |
| Tomáš Juřička             | královský rádce Kroula              |
| Ivo Novák                 | mravenčí plukovník                  |
| Pavlína Kostková Dytrtová | princezna vylíhlá z vajíčka, Šmudla |
| Oldřich Hajlich           | Trubec Vilík                        |